# Gail Halvorsen
Gail Halvorsen (Salt Lake City, 10 ottobre 1920 – Provo, 16 febbraio 2022) è stato un aviatore e militare statunitense, pilota di C-47 e C-54 durante il Blocco di Berlino (Operazione Vittles) 1948-1949.

## Biografia
Assurse a pubblica notorietà nel 1948, durante il blocco sovietico della città di Berlino quando, poco prima di atterrare all'aeroporto Tempelhof nel settore statunitense di Berlino, Halvorsen lasciava cadere dei piccoli paracadute collegati a pacchetti di caramelle. Questa azione, chiamata Operation Little Vittles, indusse comportamenti analoghi nei suoi colleghi e rese popolari gli aerei come i Rosinenbomber ("bombardieri di uva sultanina"). A seguito del blocco totale delle vie d'accesso alla città, e della privazione di luce e gas, la popolazione pativa la fame ed il freddo. Halvorsen si era unito volontariamente al ponte aereo per Berlino e desiderava alleviare le sofferenze dei piccoli berlinesi durante un periodo così difficile come era il 1948 in una città già devastata dalla seconda guerra mondiale.
Halvorsen raccontò di aver avuto l'idea dopo aver regalato delle gomme da masticare a dei bambini che dall'esterno dell'aeroporto guardavano atterrare gli aerei da trasporto e promise ai bambini di paracadutare loro dei dolciumi il giorno successivo ma, visto che gli aerei atterravano ogni novanta secondi all'aeroporto Tempelhof, promise di oscillare le ali wing waggler in modo da rendersi riconoscibile.
Le sue azioni divennero presto di dominio pubblico, e generarono molta emozione ed interesse. L'opinione pubblica americana rispose con un supporto concreto donando quasi 400 chilogrammi di dolciumi. Alla fine del ponte aereo, dagli aerei gli equipaggi sganciarono più di 23 tonnellate di cioccolato, gomme da masticare e altri dolciumi in varie zone di Berlino. L'associazione statunitense dei pasticcieri donò buona parte dei dolci e molti bambini statunitensi diedero una mano, donando dolciumi e legando i paracadute ai pacchetti.
L'operazione ebbe un sostanziale impatto sull'opinione pubblica tedesca e su come questa percepiva gli statunitensi in Germania dopo le devastazioni della guerra, diventando un punto di riferimento delle relazioni tra Germania e Stati Uniti d'America. Durante la cerimonia di apertura dei XIX Giochi olimpici invernali a Salt Lake City l'8 febbraio 2002 Halvorsen fece da portabandiera per la Germania nello stadio Rice-Eccles Stadium.
Nel 1989 Halvorsen ritornò a Berlino per le commemorazioni del quarantesimo anno del ponte aereo. Durante l'operazione Provide Promise in Bosnia ed Erzegovina sganciò delle caramelle da un C-130. L'esercito degli Stati Uniti d'America ha poi realizzato delle operazioni simili a quelle svolte da Halvorsen: in Iraq per esempio ha sganciato dei pupazzi e dei palloni da calcio per i bambini iracheni .